# Brothers & Sisters/Episodenliste
Diese Episodenliste enthält alle Episoden der US-amerikanischen Dramaserie Brothers & Sisters, sortiert nach der US-amerikanischen Erstausstrahlung. Zwischen 2006 und 2011 entstanden in fünf Staffeln 109 Episoden.

## Übersicht
| Staffel | Episodenanzahl | Erstausstrahlung USA | Erstausstrahlung USA | Deutschsprachige Erstausstrahlung | Deutschsprachige Erstausstrahlung |
| Staffel | Episodenanzahl | Staffelpremiere      | Staffelfinale        | Staffelpremiere                   | Staffelfinale                     |
| ------- | -------------- | -------------------- | -------------------- | --------------------------------- | --------------------------------- |
| 1       | 23             | 24. September 2006   | 20. Mai 2007         | 28. März 2007                     | 29. August 2007                   |
| 2       | 16             | 30. September 2007   | 11. Mai 2008         | 23. November 2009                 | 31. Mai 2010                      |
| 3       | 24             | 28. September 2008   | 10. Mai 2009         | 29. Juli 2011                     | 18. Mai 2012                      |
| 4       | 24             | 27. September 2009   | 16. Mai 2010         | 30. April 2014                    | 2. Juni 2014                      |
| 5       | 22             | 26. September 2010   | 8. Mai 2011          | 3. Juni 2014                      | 3. Juli 2014                      |

## Staffel 1
Die Erstausstrahlung der ersten Staffel war vom 24. September 2006 bis zum 20. Mai 2007 auf dem US-amerikanischen Sender ABC zu sehen. Die deutschsprachige Erstausstrahlung sendete der deutsche Pay-TV-Sender Premiere Serie vom 28. März bis zum 29. August 2007.
| Nr. (ges.) | Nr. (St.) | Deutscher Titel                   | Originaltitel                | Erstausstrahlung USA | Deutschsprachige Erstausstrahlung (D) | Regie                | Drehbuch                                                       |
| ---------- | --------- | --------------------------------- | ---------------------------- | -------------------- | ------------------------------------- | -------------------- | -------------------------------------------------------------- |
| 1          | 1         | Geburtstag                        | Patriarchy                   | 24. Sep. 2006        | 28. März 2007                         | Ken Olin             | Jon Robin Baitz                                                |
| 2          | 2         | Der letzte Wille                  | An Act of Will               | 1. Okt. 2006         | 4. Apr. 2007                          | Matt Shakman         | Jon Robin Baitz & Marti Noxon                                  |
| 3          | 3         | Affären                           | Affairs of State             | 8. Okt. 2006         | 11. Apr. 2007                         | Tucker Gates         | Jon Robin Baitz, Emily Whitesell & Craig Wright                |
| 4          | 4         | Familienbande                     | Family Portrait              | 15. Okt. 2006        | 18. Apr. 2007                         | Ken Olin             | Jon Robin Baitz & Craig Wright                                 |
| 5          | 5         | Die Praktikantin                  | Date Night                   | 22. Okt. 2006        | 25. Apr. 2007                         | Allison Liddi-Brown  | David Marshall Grant & Molly Newman                            |
| 6          | 6         | Ein gelungener verpfuschter Abend | For the Children             | 29. Okt. 2006        | 2. Mai 2007                           | Frederick E. O. Toye | Jon Robin Baitz & Jessica Mecklenburg                          |
| 7          | 7         | Ranch zu verkaufen                | Northern Exposure            | 5. Nov. 2006         | 9. Mai 2007                           | Lawrence Trilling    | David Marshall Grant & Molly Newman                            |
| 8          | 8         | Schmerzliche Erinnerung – Teil 1  | Mistakes Were Made (1)       | 12. Nov. 2006        | 16. Mai 2007                          | Michael Lange        | Jon Robin Baitz & Craig Wright                                 |
| 9          | 9         | Die Rettung – Teil 2              | Mistakes Were Made (2)       | 19. Nov. 2006        | 23. Mai 2007                          | Ken Olin             | Marc Guggenheim & Greg Berlanti                                |
| 10         | 10        | Hiobsbotschaft                    | Light the Lights             | 10. Dez. 2006        | 30. Mai 2007                          | Frederick E. O. Toye | Peter Calloway & Cliff Olin                                    |
| 11         | 11        | Familientag                       | Family Day                   | 7. Jan. 2007         | 6. Juni 2007                          | David Petrarca       | David Marshall Grant & Molly Newman                            |
| 12         | 12        | Sex und Politik                   | Sexual Politics              | 14. Jan. 2007        | 13. Juni 2007                         | Sandy Smolan         | Monica Breen & Alison Schapker                                 |
| 13         | 13        | Tag der Wahrheiten                | Something Ida This Way Comes | 21. Jan. 2007        | 20. Juni 2007                         | Michael Lange        | David Marshall Grant & Sherri Cooper-Landsman                  |
| 14         | 14        | Valentinstag                      | Valentine’s Day Massacre     | 11. Feb. 2007        | 27. Juni 2007                         | Michael Schultz      | Peter Calloway & Cliff Olin                                    |
| 15         | 15        | Beziehungskrisen                  | Love is Difficult            | 18. Feb. 2007        | 4. Juli 2007                          | Michael Lange        | Jon Robin Baitz & Molly Newman                                 |
| 16         | 16        | Die andere Schwester              | The Other Walker             | 4. März 2007         | 11. Juli 2007                         | Gloria Muzio         | Monica Breen & Alison Schapker                                 |
| 17         | 17        | Emotionales Chaos                 | All in the Family            | 1. Apr. 2007         | 18. Juli 2007                         | David Paymer         | Sherri Cooper-Landsman & David Marshall Grant                  |
| 18         | 18        | Drei Partys                       | Three Parties                | 8. Apr. 2007         | 25. Juli 2007                         | Sandy Smolan         | Jon Robin Baitz & Marc Guggenheim                              |
| 19         | 19        | Der Spieleabend                   | Game Night                   | 15. Apr. 2007        | 1. Aug. 2007                          | Matt Shakman         | Handlung: Peter Calloway & Cliff Olin Schauspiel: Molly Newman |
| 20         | 20        | Schlechte Nachrichten             | Bad News                     | 29. Apr. 2007        | 8. Aug. 2007                          | Jason Moore          | Monica Breen & Alison Schapker                                 |
| 21         | 21        | Früchte des Zorns                 | Grapes of Wrath              | 6. Mai 2007          | 15. Aug. 2007                         | Michael Morris       | Sherri Cooper-Landsman & David Marshall Grant                  |
| 22         | 22        | Schwere Entscheidung              | Favorite Son                 | 13. Mai 2007         | 22. Aug. 2007                         | Gloria Muzio         | Benjamin Kruger & Daniel Silk                                  |
| 23         | 23        | Die Verlobungsparty               | Matriarchy                   | 20. Mai 2007         | 29. Aug. 2007                         | Ken Olin             | Greg Berlanti & Jon Robin Baitz                                |

## Staffel 2
Die Erstausstrahlung der zweiten Staffel war vom 30. September 2007 bis zum 11. Mai 2008 auf dem US-amerikanischen Sender ABC zu sehen. Die deutschsprachige Erstausstrahlung sendete der Schweizer Free-TV-Sender SF zwei vom 23. November 2009 bis zum 31. Mai 2010.
| Nr. (ges.) | Nr. (St.) | Deutscher Titel           | Originaltitel             | Erstausstrahlung USA | Deutschsprachige Erstausstrahlung (CH) | Regie            | Drehbuch                                            |
| ---------- | --------- | ------------------------- | ------------------------- | -------------------- | -------------------------------------- | ---------------- | --------------------------------------------------- |
| 24         | 1         | Verrückt vor Sorge        | Home Front                | 30. Sep. 2007        | 23. Nov. 2009                          | Ken Olin         | Monica Owusu-Breen & Alison Schapker                |
| 25         | 2         | Der Heimkehrer            | An American Family        | 7. Okt. 2007         | 30. Nov. 2009                          | Gloria Muzio     | David Marshall Grant & Molly Newman                 |
| 26         | 3         | Kittys Bluff              | History Repeating         | 14. Okt. 2007        | 7. Dez. 2009                           | Matt Shakman     | Jon Robin Baitz & Jennifer Cecil                    |
| 27         | 4         | Eine Frage des Vertrauens | States of Union           | 21. Okt. 2007        | 14. Dez. 2009                          | Michael Schultz  | Sherri Cooper-Landsman & Liz Tigelaar               |
| 28         | 5         | Schwanger?                | Domestic Issues           | 28. Okt. 2007        | 21. Dez. 2009                          | Ken Olin         | Peter Calloway & Cliff Olin                         |
| 29         | 6         | Schadensbegrenzung        | Two Places                | 4. Nov. 2007         | 4. Jan. 2010                           | Gloria Muzio     | Monica Owusu-Breen & Alison Schapker                |
| 30         | 7         | 36 Stunden                | 36 Hours                  | 11. Nov. 2007        | 11. Jan. 2010                          | David Paymer     | Molly Newman & David Marshall Grant                 |
| 31         | 8         | Neue Wege                 | Something New             | 25. Nov. 2007        | 18. Jan. 2010                          | Michael Morris   | Jennifer Cecil & Sherri Cooper-Landsman             |
| 32         | 9         | Das Gelübde               | Holy Matrimony            | 2. Dez. 2007         | 25. Jan. 2010                          | Robert Lieberman | Mark B. Perry, Monica Owusu-Breen & Alison Schapker |
| 33         | 10        | Die Stunde der Wahrheit   | The Feast of the Epiphany | 13. Jan. 2008        | 1. Feb. 2010                           | Laura Innes      | David Marshall Grant & Jason Wilborn                |
| 34         | 11        | Eifersucht                | The Missionary Imposition | 10. Feb. 2008        | 8. Feb. 2010                           | Michael Morris   | Daniel Silk & Brian Studler                         |
| 35         | 12        | Kompromisse               | Compromises               | 17. Feb. 2008        | 1. März 2010                           | David Paymer     | Cliff Olin & Peter Calloway                         |
| 36         | 13        | Verlustangst              | Separation Anxiety        | 20. Apr. 2008        | 8. März 2010                           | Gloria Muzio     | David Marshall Grant & Molly Newman                 |
| 37         | 14        | Testergebnisse            | Double Negative           | 27. Apr. 2008        | 17. Mai 2010                           | Michael Schultz  | Josh Reims & Liz Tigelaar                           |
| 38         | 15        | Offenbarungen mit Folgen  | Moral Hazard              | 4. Mai 2008          | 24. Mai 2010                           | Michael Morris   | Sherri Cooper-Landsman & Jason Wilborn              |
| 39         | 16        | Das Foto                  | Prior Commitments         | 11. Mai 2008         | 31. Mai 2010                           | Ken Olin         | Greg Berlanti, Monica Owusu-Breen & Alison Schapker |

## Staffel 3
Die Erstausstrahlung der dritten Staffel war vom 28. September 2008 bis zum 10. Mai 2009 auf dem US-amerikanischen Sender ABC zu sehen. Die deutschsprachige Erstausstrahlung der ersten zwölf Episoden sendete der deutsche Free-TV-Sender sixx vom 29. Juli bis zum 14. Oktober 2011. Die restlichen zwölf Episoden wurden vom 2. bis 18. Mai 2012 beim österreichischen Sender ORF eins erstausgestrahlt.
| Nr. (ges.) | Nr. (St.) | Deutscher Titel                      | Originaltitel                  | Erstausstrahlung USA | Deutschsprachige Erstausstrahlung (D/A) | Regie           | Drehbuch                                    |
| ---------- | --------- | ------------------------------------ | ------------------------------ | -------------------- | --------------------------------------- | --------------- | ------------------------------------------- |
| 40         | 1         | Glashaus                             | Glass House                    | 28. Sep. 2008        | 29. Juli 2011                           | Tucker Gates    | Molly Newman & David Marshall Grant         |
| 41         | 2         | Kittys Buch                          | Book Burning                   | 5. Okt. 2008         | 5. Aug. 2011                            | Laura Innes     | Sherri Cooper & Jennifer Levin              |
| 42         | 3         | Tauziehen                            | Tug of War                     | 12. Okt. 2008        | 12. Aug. 2011                           | Gloria Muzio    | Josh Reims & Liz Tigelaar                   |
| 43         | 4         | Alles muss raus                      | Everything Must Go             | 19. Okt. 2008        | 19. Aug. 2011                           | Michael Schultz | Nancy Won & Michael Foley                   |
| 44         | 5         | Heuchelei                            | You Get What You Need          | 26. Okt. 2008        | 26. Aug. 2011                           | Chad Lowe       | David Marshall Grant & Cliff Olin           |
| 45         | 6         | Bakersfield                          | Bakersfield                    | 2. Nov. 2008         | 2. Sep. 2011                            | Gloria Muzio    | Molly Newman & Peter Calloway               |
| 46         | 7         | Der Hochzeitstag                     | Do You Believe in Magic        | 9. Nov. 2008         | 9. Sep. 2011                            | Michael Morris  | Sherri Cooper-Landsman & Jennifer Levin     |
| 47         | 8         | Zum Ersten, zum Zweiten, zum Dritten | Going Once…Going Twice         | 16. Nov. 2008        | 16. Sep. 2011                           | Karen Gaviola   | Brian Studler & Beth Schwartz               |
| 48         | 9         | Abrissarbeiten                       | Unfinished Business            | 30. Nov. 2008        | 23. Sep. 2011                           | Michael Morris  | Jason Wilborn & Nancy Won                   |
| 49         | 10        | Sorge um Elizabeth                   | Just a Sliver                  | 7. Dez. 2008         | 30. Sep. 2011                           | Michael Schultz | Molly Newman & David Marshall Grant         |
| 50         | 11        | Vatergefühle                         | A Father Dreams                | 4. Jan. 2009         | 7. Okt. 2011                            | Tom Amandes     | Jennifer Levin & Michael Foley              |
| 51         | 12        | Falsches Spiel                       | Sibling Rivalry                | 11. Jan. 2009        | 14. Okt. 2011                           | Jeff Melman     | Liz Tigelaar & Josh Reims                   |
| 52         | 13        | Achterbahn der Gefühle               | It’s Not Easy Being Green      | 18. Jan. 2009        | 2. Mai 2012                             | Laura Innes     | Peter Calloway & Sherri Cooper              |
| 53         | 14        | Eine offene Ehe                      | Owning it                      | 8. Feb. 2009         | 3. Mai 2012                             | Bethany Rooney  | Cliff Olin & David Marshall Grant           |
| 54         | 15        | Das Interview                        | Lost & Found                   | 15. Feb. 2009        | 4. Mai 2012                             | David Paymer    | Michael Foley & Jennifer Levin              |
| 55         | 16        | Turbulenzen – Teil 1                 | Troubled Waters (1)            | 1. März 2009         | 7. Mai 2012                             | Ken Olin        | Monica Owusu-Breen & Sherri Cooper-Landsman |
| 56         | 17        | Turbulenzen – Teil 2                 | Troubled Waters (2)            | 1. März 2009         | 8. Mai 2012                             | Ken Olin        | David Marshall Grant & Molly Newman         |
| 57         | 18        | Partei ergreifen                     | Taking Sides                   | 8. März 2009         | 9. Mai 2012                             | Michael Morris  | Michael Foley & Beth Schwartz               |
| 58         | 19        | Neuanfang                            | Spring Broken                  | 15. März 2009        | 10. Mai 2012                            | Richard Coad    | Sherri Cooper-Landsman & Brian Studler      |
| 59         | 20        | Vermisst                             | Missing                        | 22. März 2009        | 11. Mai 2012                            | Michael Schultz | Jason Wilborn & Nancy Won                   |
| 60         | 21        | Gefühlschaos                         | S3X                            | 19. Apr. 2009        | 14. Mai 2012                            | Laura Innes     | Cliff Olin & David Marshall Grant           |
| 61         | 22        | Julia                                | Julia                          | 26. Apr. 2009        | 15. Mai 2012                            | Michael Morris  | Molly Newman & Michael Foley                |
| 62         | 23        | Das Party-Desaster                   | Let’s Call The Whole Thing Off | 3. Mai 2009          | 16. Mai 2012                            | Laura Innes     | Peter Calloway & Daniel Silk                |
| 63         | 24        | Mexiko                               | Mexico                         | 10. Mai 2009         | 18. Mai 2012                            | Ken Olin        | Alison Schapker & Monica Owusu-Breen        |

## Staffel 4
Die Erstausstrahlung der vierten Staffel war vom 27. September 2009 bis zum 16. Mai 2010 auf dem US-amerikanischen Sender ABC zu sehen. Die deutschsprachige Erstausstrahlung sendete der deutsche Free-TV-Sender sixx vom 30. April bis zum 2. Juni 2014.
| Nr. (ges.) | Nr. (St.) | Deutscher Titel                   | Originaltitel                | Erstausstrahlung USA | Deutschsprachige Erstausstrahlung (D) | Regie           | Drehbuch                                 |
| ---------- | --------- | --------------------------------- | ---------------------------- | -------------------- | ------------------------------------- | --------------- | ---------------------------------------- |
| 64         | 1         | Böse Vorahnungen                  | The Road Ahead               | 27. Sep. 2009        | 30. Apr. 2014                         | Ken Olin        | Molly Newman & Marjorie David            |
| 65         | 2         | Sondermeldung                     | Breaking the News            | 4. Okt. 2009         | 1. Mai 2014                           | Ken Olin        | David Marshall Grant & Cliff Olin        |
| 66         | 3         | Unter Schock                      | Almost Normal                | 11. Okt. 2009        | 2. Mai 2014                           | Michael Schultz | Jennifer Levin & Sherri Cooper-Landsman  |
| 67         | 4         | Liebesgrüße aus Frankreich        | From France with Love        | 18. Okt. 2009        | 5. Mai 2014                           | Michael Morris  | Sarah Goldfinger & Michael Foley         |
| 68         | 5         | Letzter Tango in Pasadena         | Last Tango in Pasadena       | 25. Okt. 2009        | 6. Mai 2014                           | Bethany Rooney  | Molly Newman & Jason Wilborn             |
| 69         | 6         | Zen oder die Kunst, Vater zu sein | Zen & the Art of Making Mole | 1. Nov. 2009         | 7. Mai 2014                           | Michael Schultz | Brian Studler & Geoffrey Nauffts         |
| 70         | 7         | Die Perückenparty                 | The Wig Party                | 8. Nov. 2009         | 8. Mai 2014                           | Ken Olin        | Marjorie David & David Marshall Grant    |
| 71         | 8         | Das Weinfest                      | The Wine Festival            | 15. Nov. 2009        | 9. Mai 2014                           | Michael Morris  | Sherri Cooper-Landsman & Michael Foley   |
| 72         | 9         | Familienplanung                   | Pregnant Pause               | 29. Nov. 2009        | 12. Mai 2014                          | Matthew Rhys    | Sarah Goldfinger & Jennifer Levin        |
| 73         | 10        | Kalte Füsse                       | Nearlyweds                   | 6. Dez. 2009         | 13. Mai 2014                          | Laura Innes     | Michael J. Cinquemani & Molly Newman     |
| 74         | 11        | Blutsbande                        | A Bone to Pick               | 3. Jan. 2010         | 14. Mai 2014                          | Chad Lowe       | Cliff Olin & Brian Studler               |
| 75         | 12        | Der Schulwettbewerb               | The Science Fair             | 10. Jan. 2010        | 15. Mai 2014                          | Laura Innes     | Monica Owusu-Breen & Alison Schapker     |
| 76         | 13        | Wer geht ins Rennen?              | Run Baby Run                 | 17. Jan. 2010        | 16. Mai 2014                          | Richard Coad    | Marjorie David & Jason Wilborn           |
| 77         | 14        | Die Nein-Stimme                   | The Pasadena Primary         | 31. Jan. 2010        | 19. Mai 2014                          | Jonathan Kaplan | Michael Foley & Geoffrey Naufts          |
| 78         | 15        | Buffy                             | A Valued Family              | 21. Feb. 2010        | 20. Mai 2014                          | Michael Schultz | Sarah Goldfinger & Michael Cinquemani    |
| 79         | 16        | Sinneswandel                      | Leap of Faith                | 28. Feb. 2010        | 21. Mai 2014                          | Michael Morris  | Matt Donnelly & Marc Halsey              |
| 80         | 17        | Freiheit für Luc                  | Freeluc.com                  | 14. März 2010        | 22. Mai 2014                          | Bethany Rooney  | Molly Newman & Brian Studler             |
| 81         | 18        | Spuren der Vergangenheit          | Time After Time (1)          | 11. Apr. 2010        | 23. Mai 2014                          | Ken Olin        | Sherri Cooper-Landsman & Jennifer Levin  |
| 82         | 19        | Der Weg ist das Ziel              | Time After Time (2)          | 11. Apr. 2010        | 26. Mai 2014                          | Ken Olin        | Alison Schapker & Monica Owusu-Breen     |
| 83         | 20        | Kevins Geburtstag                 | If You Bake It He Will Come  | 18. Apr. 2010        | 27. Mai 2014                          | Bethany Rooney  | Marjorie David & Cliff Olin              |
| 84         | 21        | Wo Rauch ist…                     | Where There’s Smoke…         | 25. Apr. 2010        | 28. Mai 2014                          | Michael Morris  | Michael Foley & Jason Wilborn            |
| 85         | 22        | Gemischtes Doppel                 | Love All                     | 2. Mai 2010          | 29. Mai 2014                          | Michael Schultz | Michael J. Cinquemani & Sarah Goldfinger |
| 86         | 23        | Licht aus                         | Lights Out                   | 9. Mai 2010          | 30. Mai 2014                          | Michael Morris  | Molly Newman & Brian Studler             |
| 87         | 24        | Der Crash                         | On the Road Again            | 16. Mai 2010         | 2. Juni 2014                          | Ken Olin        | David Marshall Grant & Geoffrey Nauffts  |

## Staffel 5
Die Erstausstrahlung der fünften Staffel ist seit dem 26. September 2010 auf dem US-amerikanischen Sender ABC zu sehen. Die deutschsprachige Erstausstrahlung sendet der deutsche Free-TV-Sender sixx seit dem 3. Juni 2014.
| Nr. (ges.) | Nr. (St.) | Deutscher Titel                 | Originaltitel             | Erstausstrahlung USA | Deutschsprachige Erstausstrahlung (—) | Regie           | Drehbuch                                     |
| ---------- | --------- | ------------------------------- | ------------------------- | -------------------- | ------------------------------------- | --------------- | -------------------------------------------- |
| 88         | 1         | Das Ende des Tunnels            | Homecoming                | 26. Sep. 2010        | 3. Juni 2014                          | Michael Morris  | David Marshall Grant & David Babcock         |
| 89         | 2         | Noras Geheimnis                 | Brief Encounter           | 3. Okt. 2010         | 4. Juni 2014                          | Jonathan Kaplan | Molly Newman                                 |
| 90         | 3         | Kleine Lügen                    | Faking It                 | 10. Okt. 2010        | 5. Juni 2014                          | Michael Schultz | Veronica Becker & Geoffrey Nauffts           |
| 91         | 4         | Romeo und Julia                 | A Righteous Kiss          | 17. Okt. 2010        | 6. Juni 2014                          | Ken Olin        | Cliff Olin & Stephen Tolkin                  |
| 92         | 5         | Frag Mom                        | Call Mom                  | 24. Okt. 2010        | 10. Juni 2014                         | Michael Schultz | Veronica Becker & Brian Studler              |
| 93         | 6         | Die perfekte Beziehung          | An Ideal Husband          | 31. Okt. 2010        | 11. Juni 2014                         | Bethany Rooney  | David Marshall Grant & Michael J. Cinquemani |
| 94         | 7         | Flirtversuche                   | Resolved                  | 7. Nov. 2010         | 12. Juni 2014                         | Michael Schultz | David Babcock & Gina Lucita Monreal          |
| 95         | 8         | Orientalische Nacht             | The Rhapsody of the Flesh | 14. Nov. 2010        | 13. Juni 2014                         | Matthew Rhys    | Molly Newman                                 |
| 96         | 9         | Zimmer zum halben Preis         | Get a Room                | 5. Dez. 2010         | 16. Juni 2014                         | Eli Craig       | Marc Halsey & Matt Donnelly                  |
| 97         | 10        | Nora auf Entzug                 | Cold Turkey               | 12. Dez. 2010        | 17. Juni 2014                         | Michael Morris  | Stephen Tolkin & Geoffrey Nauffts            |
| 98         | 11        | Verleumdet                      | Scandalized               | 2. Jan. 2011         | 18. Juni 2014                         | Bethany Rooney  | Veronica Becker & Sarah Kucserka             |
| 99         | 12        | Aufbruchstimmung                | Thanks for the Memories   | 9. Jan. 2011         | 19. Juni 2014                         | Michael Mayers  | Cliff Olin & Brian Studler                   |
| 100        | 13        | Überraschung!                   | Safe at Home              | 16. Jan. 2011        | 20. Juni 2014                         | Richard Coad    | Michael J. Cinquemani & John Kazlauskas      |
| 101        | 14        | Familiengeheimnisse             | The One That Got Away     | 13. Feb. 2011        | 23. Juni 2014                         | Michael Morris  | Gina Lucita Monreal & David Babcock          |
| 102        | 15        | Brody                           | Brody                     | 20. Feb. 2011        | 24. Juni 2014                         | Matthew Rhys    | Molly Newman                                 |
| 103        | 16        | Willkommen in Gecko-Town        | Home is Where the Fort is | 6. März 2011         | 25. Juni 2014                         | Bethany Rooney  | Geoffrey Nauffts & Brian Studler             |
| 104        | 17        | Olivias Entscheidung            | Olivia’s Choice           | 10. Apr. 2011        | 26. Juni 2014                         | Michael Morris  | Cliff Olin & Stephen Tolkin                  |
| 105        | 18        | Sag niemals nie                 | Never Say Never           | 10. Apr. 2011        | 27. Juni 2014                         | Bethany Rooney  | Sarah Kucserka & Veronica Becker             |
| 106        | 19        | Déjà-vu                         | Wouldn’t It Be Nice       | 17. Apr. 2011        | 30. Juni 2014                         | Ken Olin        | Michael J. Cinquemani & Marc Halsey          |
| 107        | 20        | Vater unbekannt                 | Father Unknown            | 24. Apr. 2011        | 1. Juli 2014                          | Matthew Rhys    | Molly Newman & Gina Lucita Monreal           |
| 108        | 21        | Wer bin ich?                    | For Better or for Worse   | 1. Mai 2011          | 2. Juli 2014                          | Michael Morris  | Stephen Tolkin & Matt Donnelly               |
| 109        | 22        | Die beste Hochzeit aller Zeiten | Walker Down the Aisle     | 8. Mai 2011          | 3. Juli 2014                          | Ken Olin        | David Marshall Grant & David Babcock         |